# Saint-Hilaire-lez-Cambrai
 Saint-Hilaire-lez-Cambrai ist eine französische Gemeinde mit 1.557 Einwohnern (Stand: 1. Januar 2022) im Département Nord in der Region Hauts-de-France; sie gehört zum Arrondissement Cambrai und zum Kanton Caudry. Die Einwohner werden Hilairiens und Hilairiennes genannt.

## Geographie
Die Gemeinde Saint-Hilaire-lez-Cambrai liegt am Erclin, etwa zwölf Kilometer östlich von Cambrai. Umgeben wird Saint-Hilaire-lez-Cambrai von den Nachbargemeinden Saint-Aubert und Saint-Vaast-en-Cambrésis im Norden, Viesly im Osten und Südosten, Quiévy im Süden, Bévillers im Südwesten, Boussières-en-Cambrésis im Südwesten und Westen sowie Avesnes-les-Aubert im Westen und Nordwesten.

## Bevölkerungsentwicklung
| Jahr                       | 1962 | 1968 | 1975 | 1982 | 1990 | 1999 | 2006 | 2012 | 2021 |
| Einwohner                  | 1935 | 1857 | 1718 | 1688 | 1656 | 1632 | 1636 | 1652 | 1555 |
| Quellen: Cassini und INSEE |      |      |      |      |      |      |      |      |      |

## Sehenswürdigkeiten

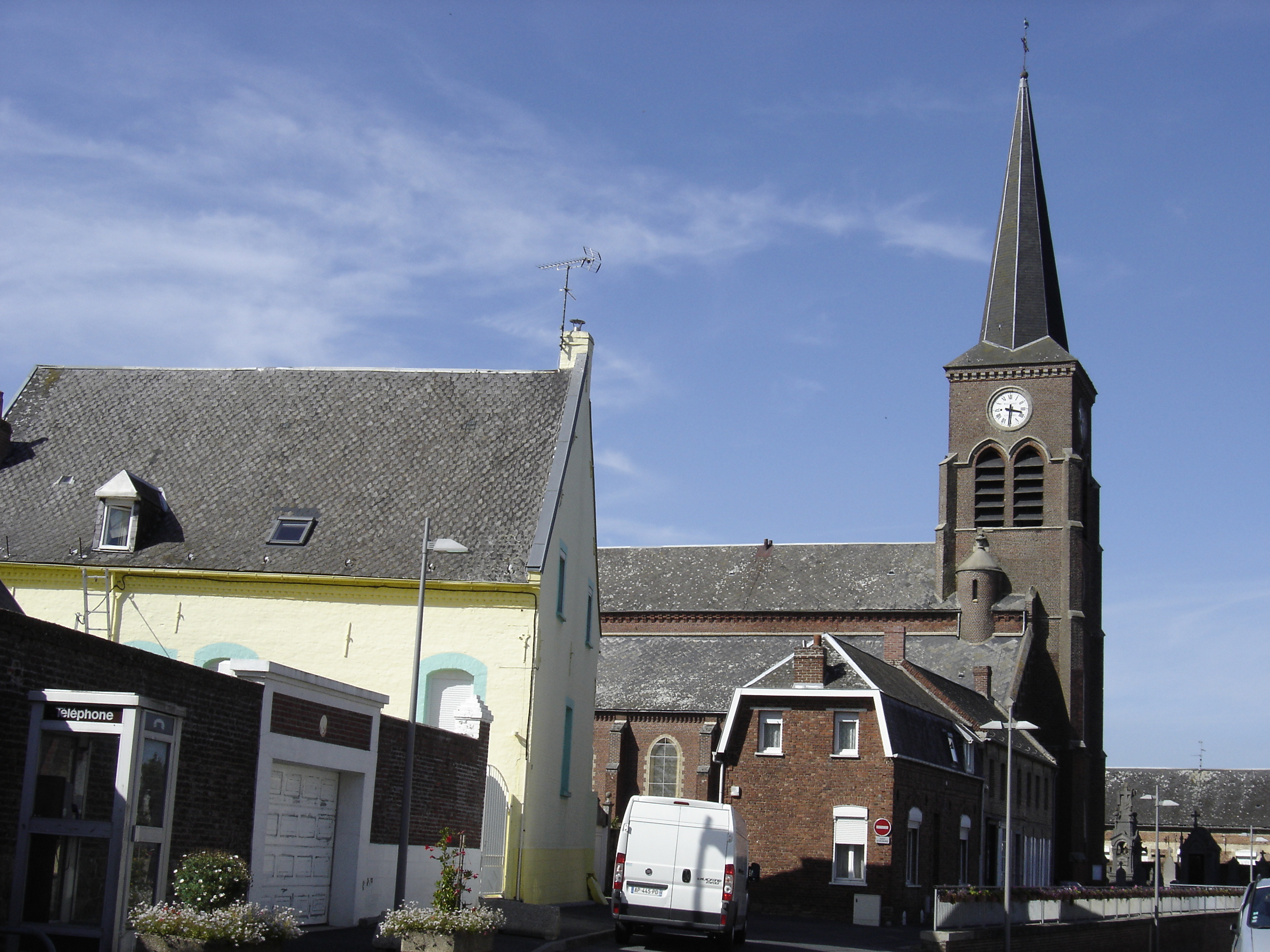
Kirche Saint-Hilaire
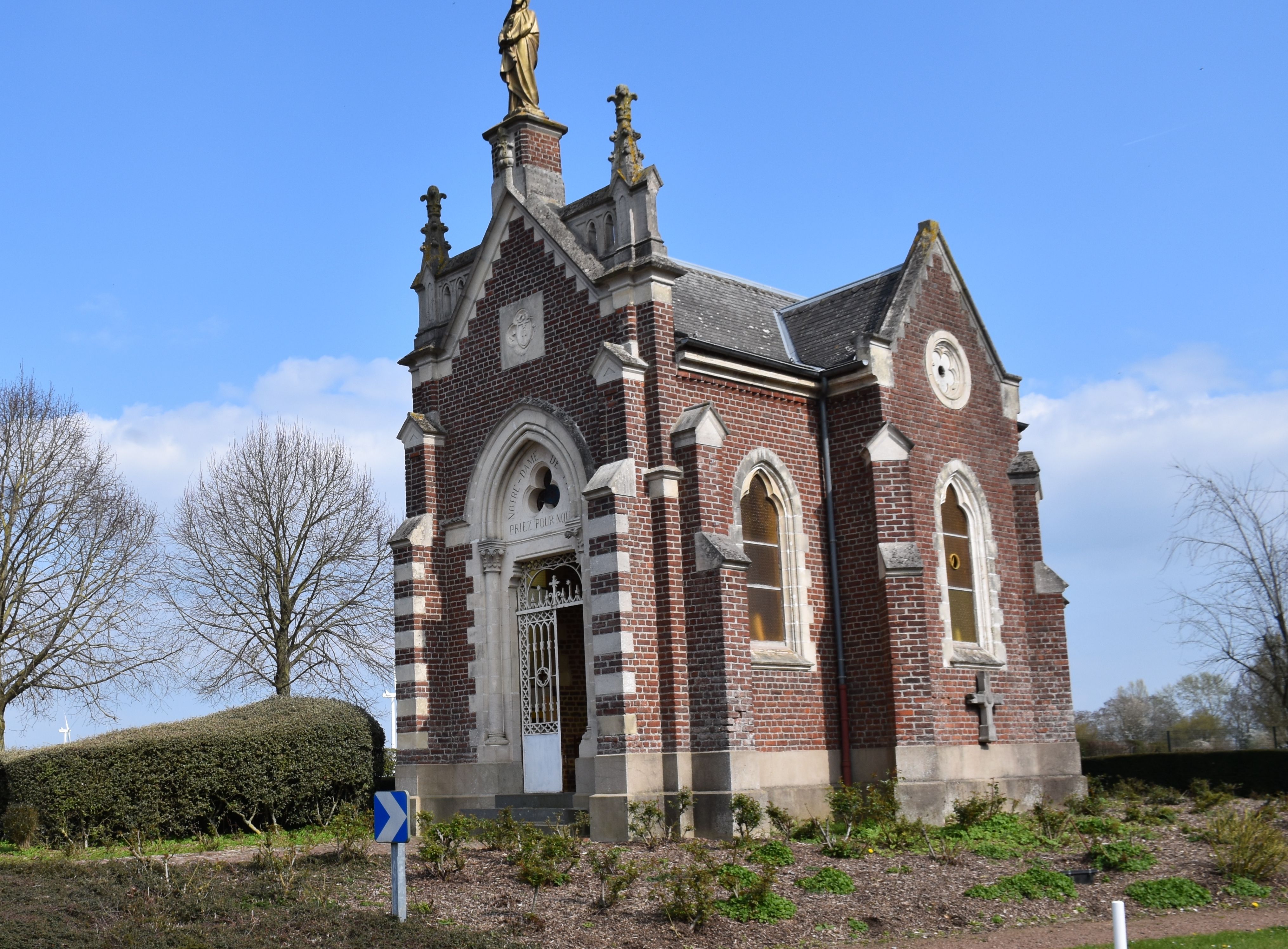
Kapelle Notre-Dame-de-Pitié
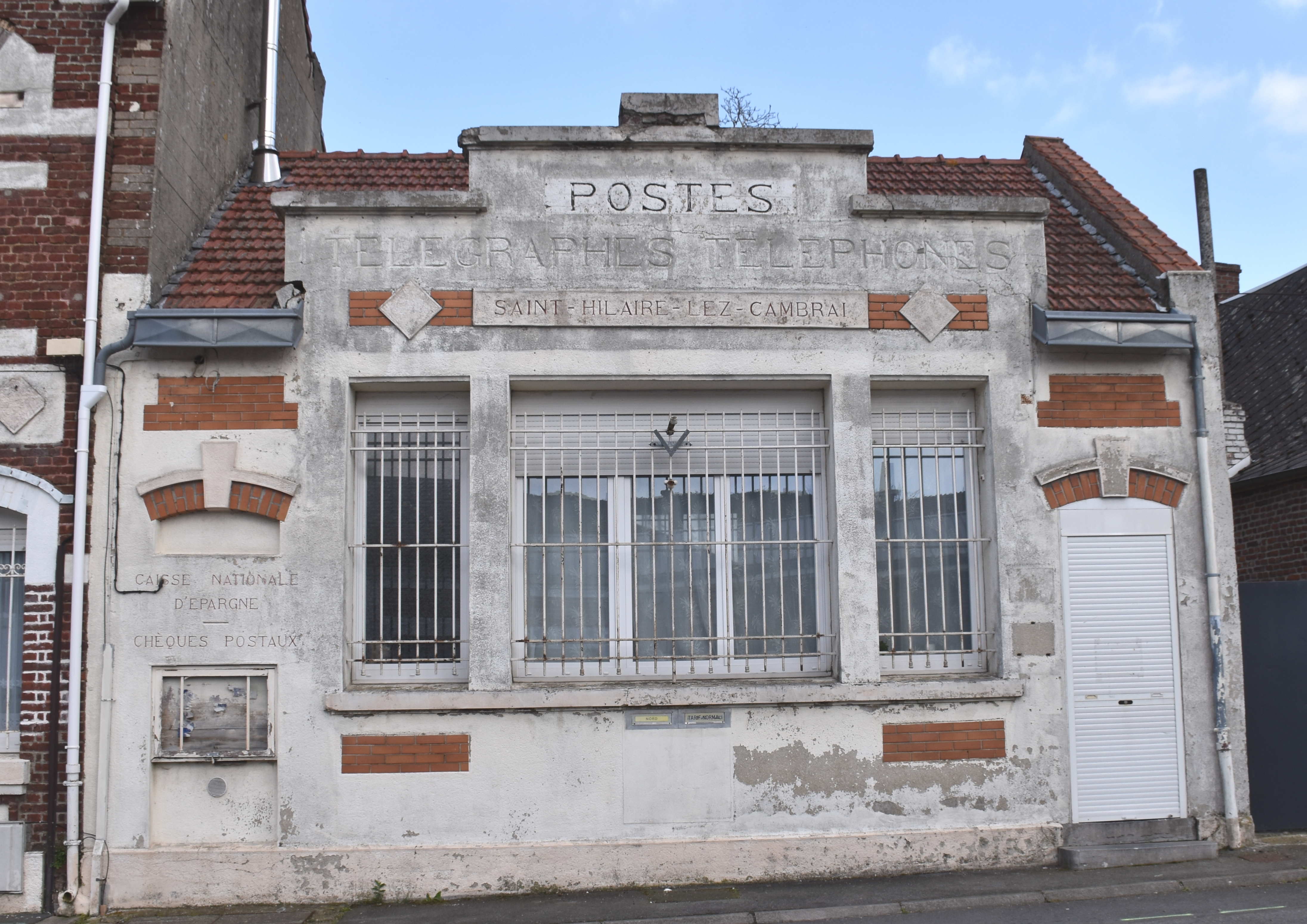
Ehemaliges Postamt

- Gutshof des Klosters Saint-Sepulcre von Cambrai
- Mühle
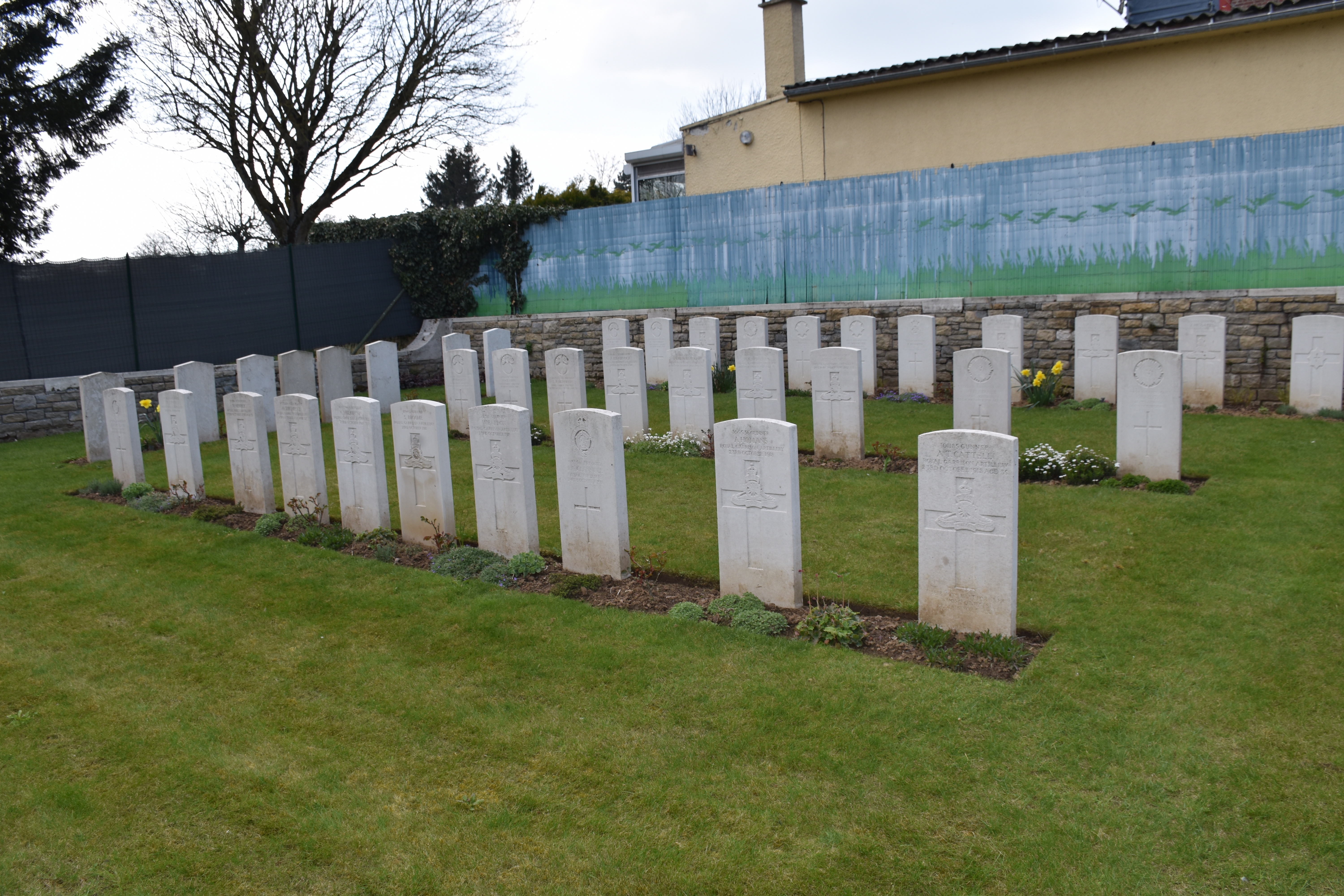
Soldatenfriedhof des Commonwealth
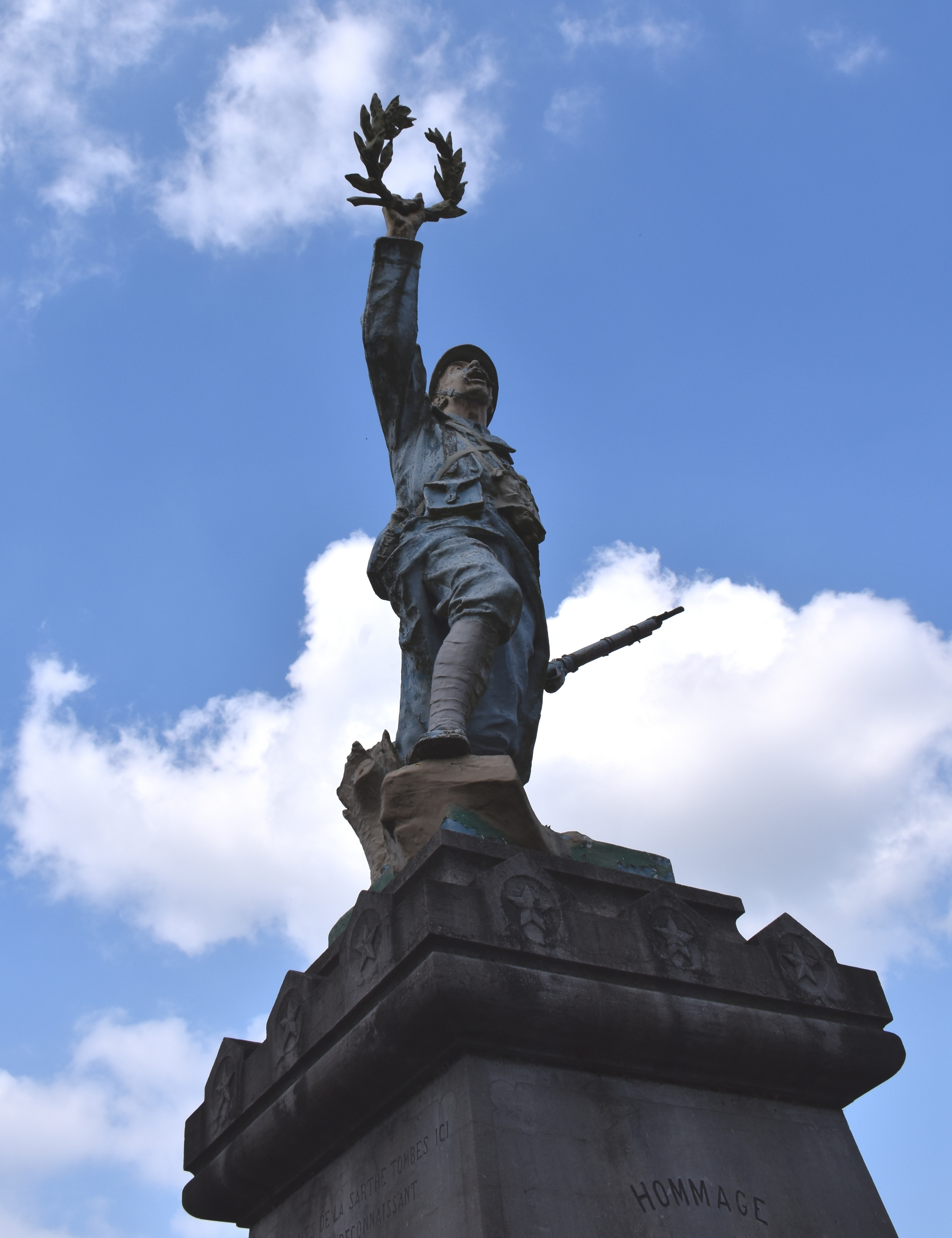
Gefallenendenkmal

- Kirche Saint-Hilaire
- Kapelle Notre-Dame-de-Pitié
- Ehemaliges Postamt
- Commonwealth-Soldatenfriedhof
- Gefallenendenkmal